# Via del Corso
Via del Corso – centralna ulica przebiegająca przez dawną część Rzymu. 
Podobnie jak większość głównych ulic Rzymu, charakteryzuje się wąskością oraz położonymi wzdłuż niej typowymi włoskimi kamienicami pochodzącymi z czasów baroku. Łączna jej długość wynosi ponad 1,5 kilometra. Ze względu na ciasnotę Via del Corso stanowi jedną z najbardziej zakorkowanych ulic Rzymu.
Na jej północnym zakończeniu znajduje się Piazza del Popolo – jeden z głównych placów miasta; południowy kraniec tej centralnej ulicy papieskiego Rzymu zamyka plac Piazza Venezia.
W bliskim sąsiedztwie Corso znajdują się następujące zabytki Rzymu:
- Kolumna Marka Aureliusza
- Panteon
- Schody Hiszpańskie
- Fontanna di Trevi
- Pomnik Wiktora Emanuela II
- Forum Romanum

Obecnie ulica, jako jedna z najważniejszych w Rzymie, jest objęta ścisłym monitoringiem i pozostaje w strefie bardzo ograniczonego wjazdu ZTL: A1.